# Harmlos

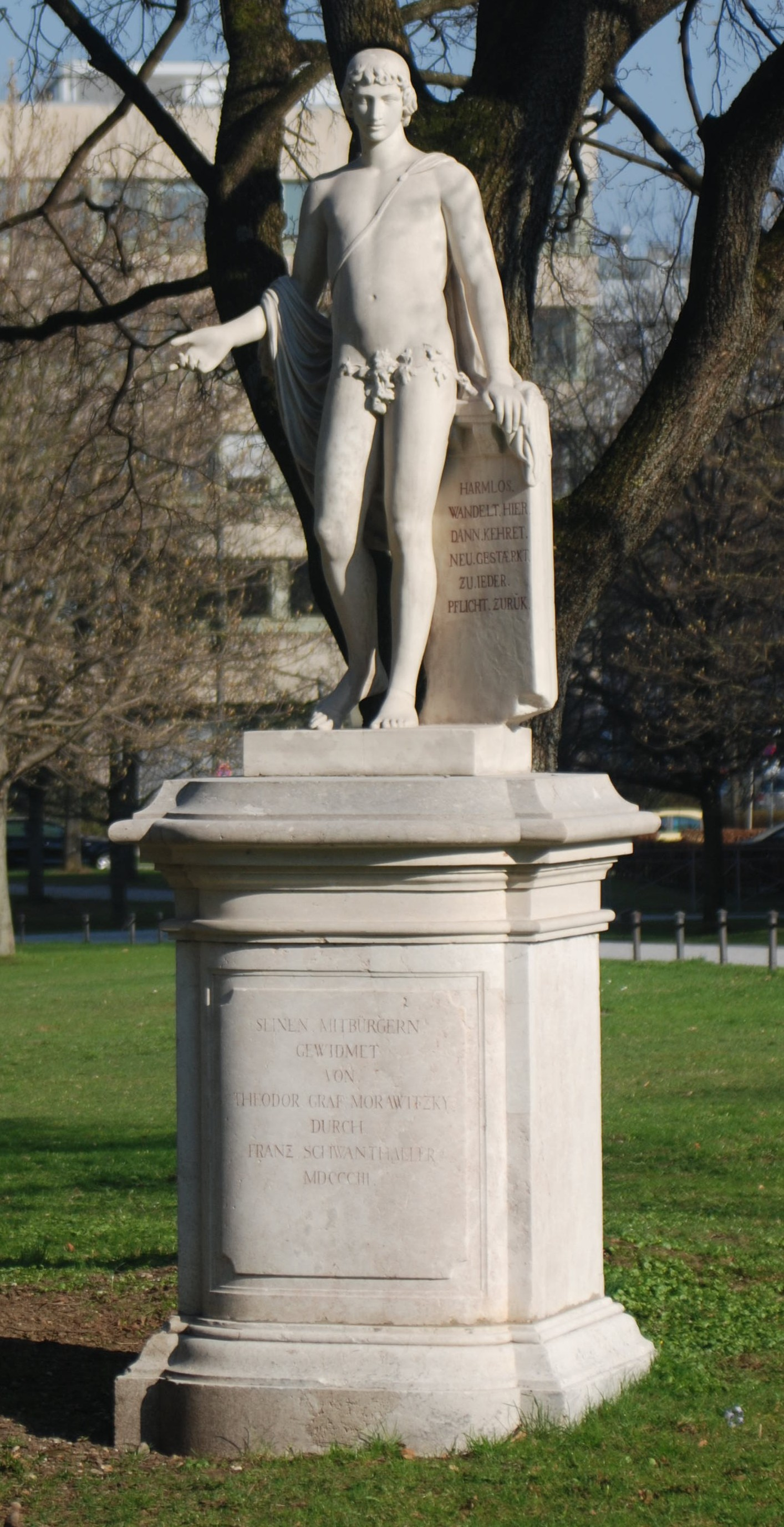
Statue des Harmlos

Der Harmlos ist eine im Volksmund so genannte Statue in der Grünanlage des Prinz-Carl-Palais nahe dem Englischen Garten in München.

## Standbild und Standort
Der „Harmlos“ ist eine Marmorskulptur in gräzisierendem Stil, ein Werk von Franz Jakob Schwanthaler. Sie stellt in Lebensgröße Antinoos dar, einen griechischen Jüngling, von dessen antiken Bildnissen bis heute viele erhalten sind und der in der Renaissance wie auch im 19. Jahrhundert erneut beliebter Gegenstand künstlerischen Schaffens wurde. Die linke Hand des Jünglings ruht auf einer Tafel. Von der dort eingemeißelten Inschrift trägt das Standbild seinen volkstümlichen Namen. Sie lautet:

„HARMLOS.

WANDELT HIER.

DANN KEHRET.

NEU GESTÄRKT.

ZU JEDER.

PFLICHT ZURÜCK.“

Der Harmlos ist südwestlich des Englischen Gartens platziert und ist von diesem durch die Von-der-Tann-Straße getrennt. Der kleine Park, in dem die Statue steht, bildete ehemals den offiziellen Zugang zum intendierten 'Volkspark', wobei die Inschrift auf das Bestreben, den Bewohnern der Stadt von nun an eine behördlich genehmigte Erlaubnis, und damit einen Erholungsraum zu bieten, hinweist. Die kleine Grünfläche vor dem Standbild wird „Harmlos-Wiese“ genannt.

## Geschichte
Das Standbild wurde zum zehnjährigen Bestehen des Englischen Gartens im Jahr 1803 von dem Bayerischen Minister Graf Theodor Heinrich Topor von Morawitzky gestiftet, der den Bildhauer F.J. Schwanthaler mit dem Werk beauftragte.
Zur Zeit der Aufstellung des Denkmals befand sich hier der von der Hofgartenkaserne her verlaufende Regimentsweg. Der Englische Garten war damals von dieser Stelle nur über das Hofgartentor erreichbar, das durch die noch bestehenden Bastionsanlagen führte. Wenig später wurden in unmittelbarer Nähe der spätere Finanzgarten und das Palais Salabert, heute Prinz-Carl-Palais, errichtet.
Das Original der Skulptur befindet sich im Residenzmuseum; am alten Standort wurde eine Kopie aus dem Jahr 1983 aufgestellt.